# Juntos Vamos Além
Juntos Vamos Além é o álbum de estreia do cantor brasileiro Biel, lançado em 29 de abril de 2016 pela Warner Music.

## Recepção

### Crítica
| Críticas profissionais | Críticas profissionais |
| Avaliações da crítica  | Avaliações da crítica  |
| Fonte                  | Avaliação              |
| ---------------------- | ---------------------- |
| Notas Musicais         | [ 3 ]                  |

Mauro Ferreira que escreve para o Notas Musicais deixou uma crítica negativa ao álbum, citando que o álbum é egoico e hedonista, sempre colocando nas letras a mulher como objeto sexual, Ferreira finaliza dizendo: "som em grossa sintonia com as emoções plastificadas de expressiva parcela da juventude do Brasil".

## Lista de faixas
| N.º            | Título                                   | Compositor(es) | Duração  |  |
| 1.             | "Demorô" (Leo Breanza Remix)             |                | 2:31     |  |
| 2.             | "Morango e Chocolate"                    |                | 2:35     |  |
| 3.             | "Química"                                |                | 2:44     |  |
| 4.             | "Boquinha" (DJ Batata & DJ Rick Bonadio) |                | 2:56     |  |
| 5.             | "Pipa Voada"                             |                | 2:45     |  |
| 6.             | "Melhor Assim" (Part. Ludmilla)          |                | 3:41     |  |
| 7.             | "Basta Ser Intenso"                      |                | 2:36     |  |
| 8.             | "Cheio de Maldade"                       |                | 2:41     |  |
| 9.             | "Tô Tirando Onda"                        |                | 2:37     |  |
| 10.            | "Feliz Demais"                           |                | 3:13     |  |
| 11.            | "Romeu e Julieta"                        |                | 2:51     |  |
| 12.            | "Slowmotion"                             |                | 3:19     |  |
| 13.            | "Pimenta" (Remix Sergio Santos)          |                | 2:20     |  |
| Duração total: | Duração total:                           | Duração total: | 00:36:21 |  |

| Versão digital |                   |                |          |  |
| N.º            | Título            | Compositor(es) | Duração  |  |
| 14.            | "Demorô"          |                | 2:56     |  |
| 15.            | "Minha Cinderela" |                | 2:21     |  |
| Duração total: | Duração total:    | Duração total: | 00:41:38 |  |